# Rana sauteri
Rana sauteri es una especie de anfibio anuro de la familia Ranidae. Se encuentra en Taiwán. Se encuentra amenazada de extinción por la pérdida de su hábitat natural debida a la agricultura y a la construcción de infraestructuras.